# 约翰内斯·开普勒号自动运载飞船
约翰内斯·开普勒号自动运载飞船或自动运载飞船002(ATV-002)，是一辆欧洲空间局发射的无人值守货物补给飞船。它是以德国天文学家约翰内斯·开普勒的名字命名的。飞船发射于2011年2月17日，任务是提供国际空间站的推进剂、空气和干货物。在运载重量超过7000kg的货物时，约翰内斯·开普勒号的总质量超过20000kg，是由欧空局发射的有史以来的最大有效载荷。约翰内斯·开普勒号自动运载飞船是第二辆自动运载飞船，延续2008的儒勒·凡尔纳号的使命。
自动运载飞船上的很多储备被用于航天飞机任务STS-133和国际空间站远征26。在2011年6月20日和国际空间站分离前，返回数据收集器被放上飞船。

## 任务有效载荷
| 货物                       | 重量     |
| -------------------------- | -------- |
| 国际空间站再启动、高度控制 | 4534公斤 |
| 国际空间站油料             | 850公斤  |
| 氧气                       | 100公斤  |
| 水                         | 0公斤    |
| 干货(食物、衣物、设备)     | 1600公斤 |
| 总共:                      | 7084公斤 |

来源：

## 发射

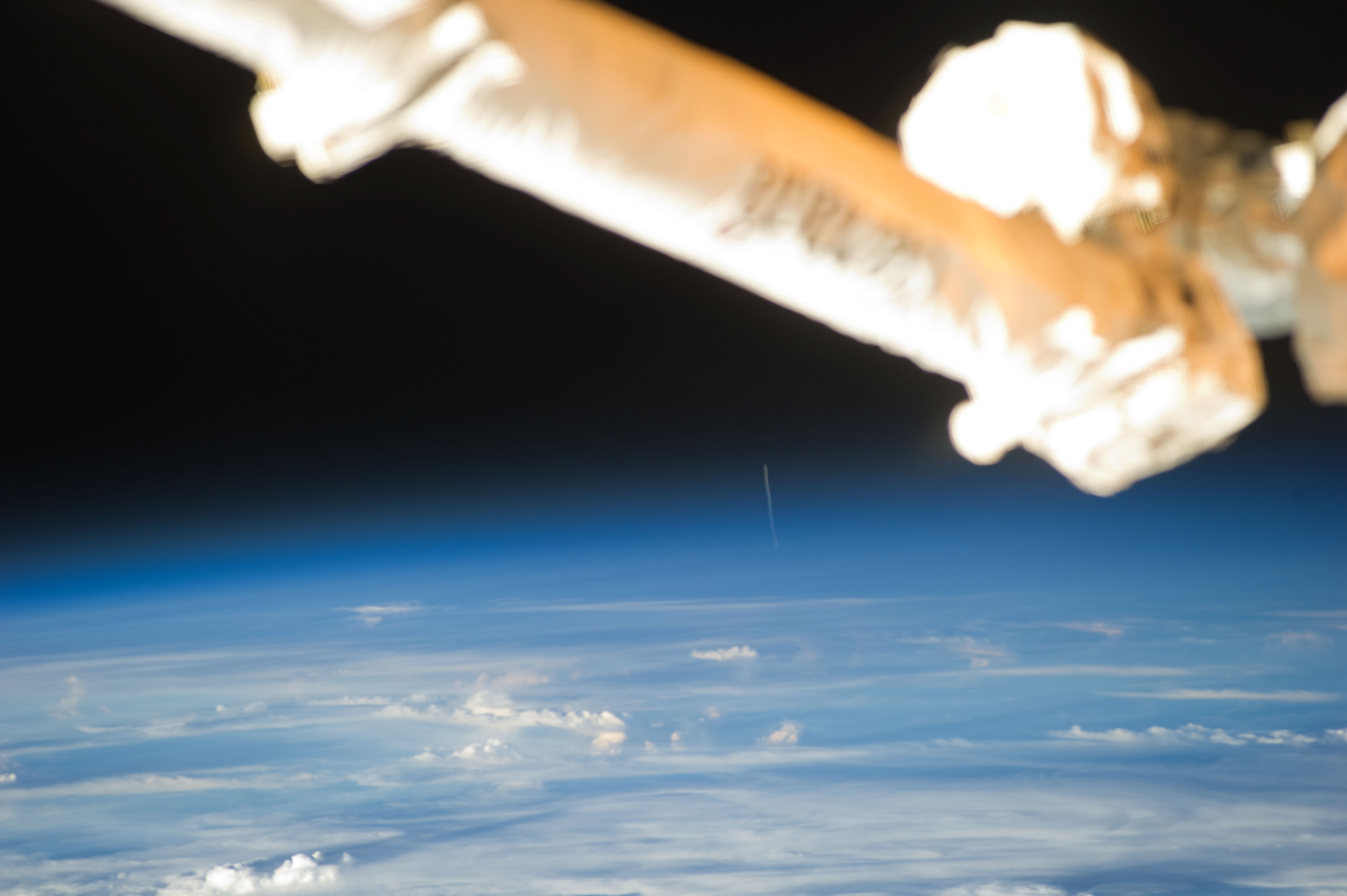
国际空间站上看到的约翰内斯·开普勒号发射

2011年2月16日，约翰内斯·开普勒号由位于法属圭亚那的库鲁的圭亚那太空中心通过阿丽亚娜5ES式火箭发射升空。发射由阿丽亚娜航天公司作为欧洲空间局的代表进行. 
2月15日的第一次发射尝试在发射倒计时四分钟时由于来自火箭燃料箱的一个错误的信号而被中止。

## 对接

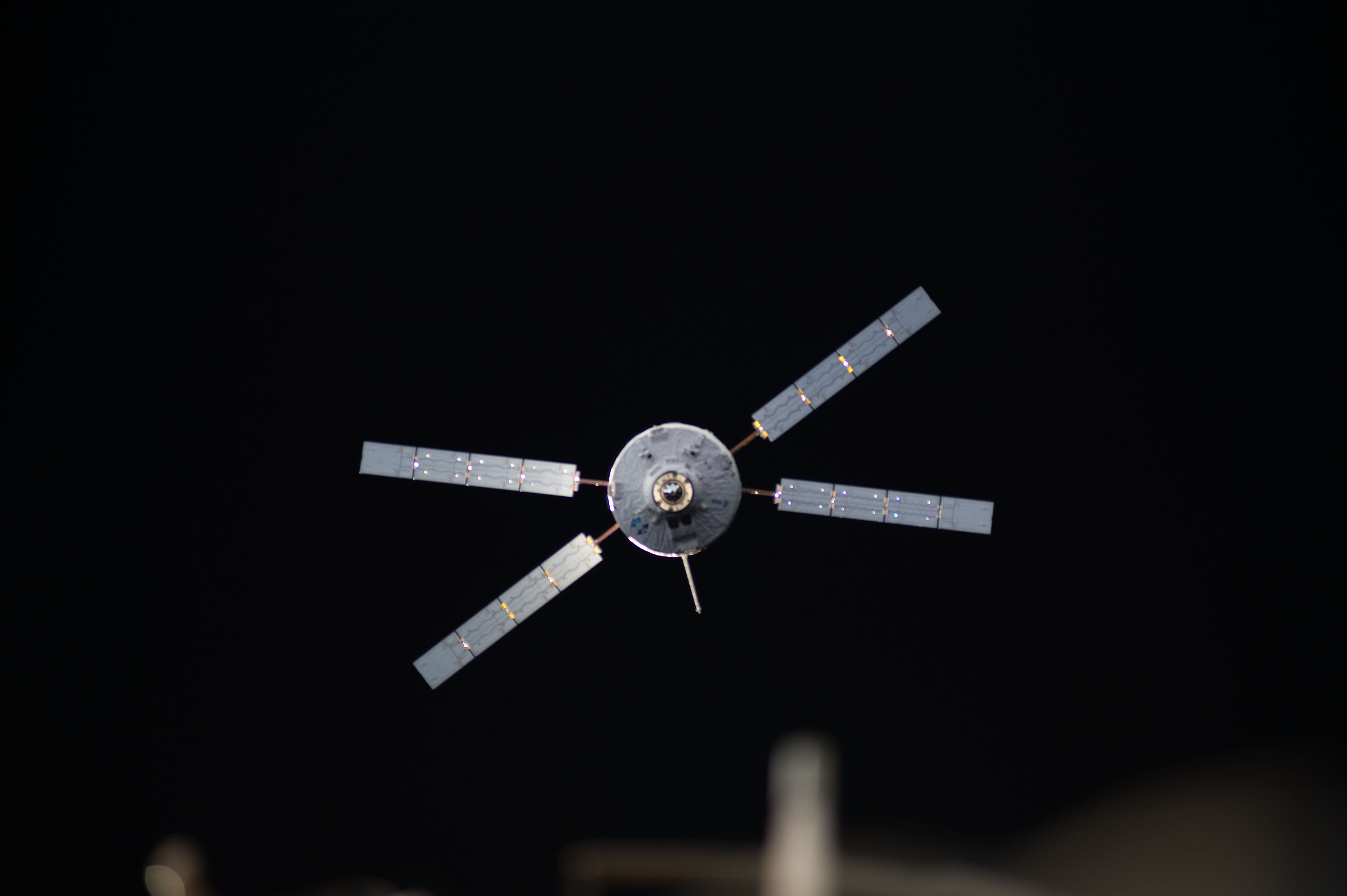
约翰内斯·开普勒号在2011年2月24日接近国际空间站

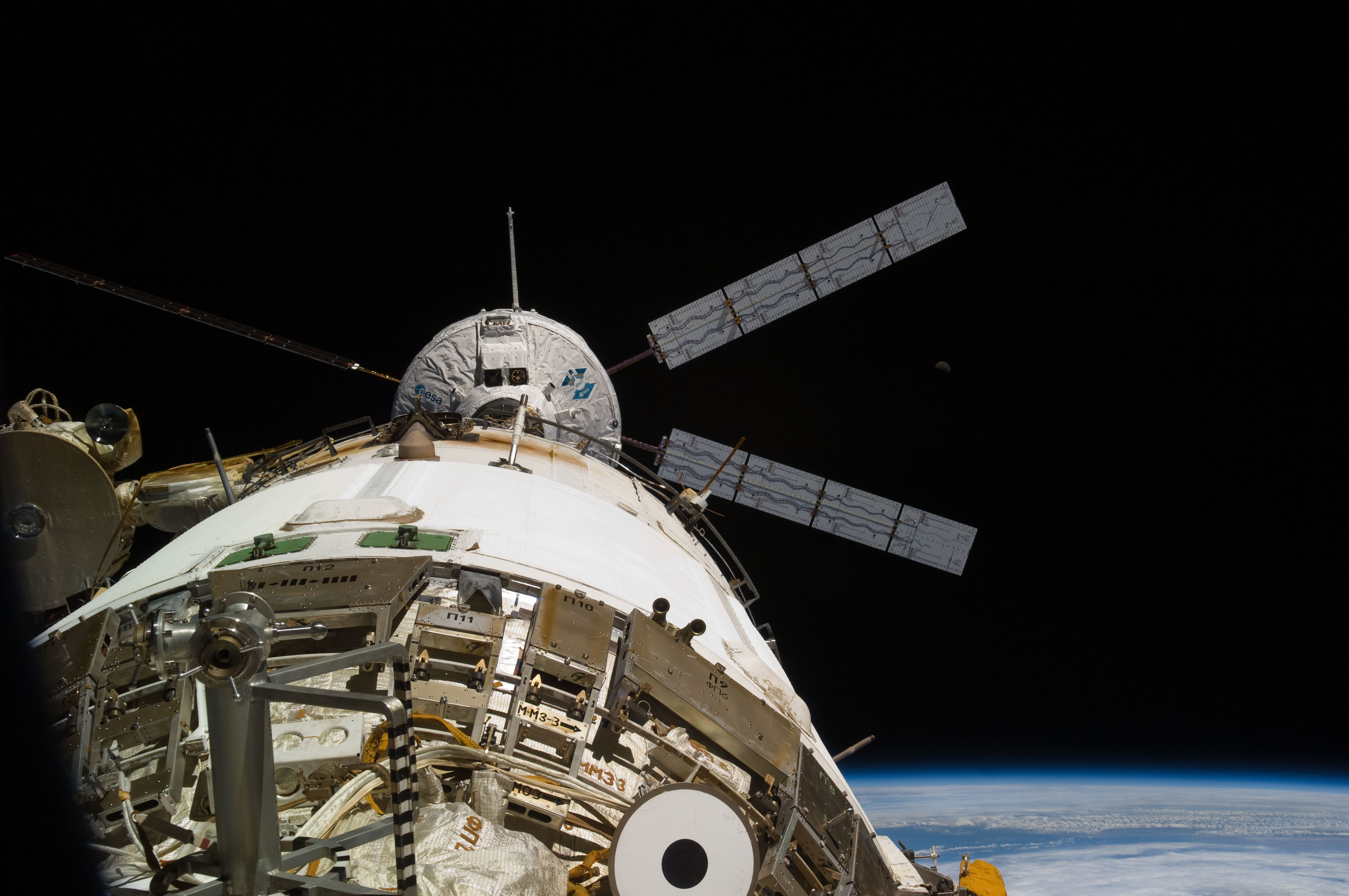
约翰内斯·开普勒号准备和星辰号服务舱对接

与国际空间站对接于协调世界时2011年2月24日15:59完成，延误了15分钟。飞船用了八天多时间赶上空间站，到达星辰号服务舱的尾部端口。交接过程中，约翰内斯·开普勒号旅行了2.5万英里。对接发生于约翰内斯·开普勒号和国际空间站飞越在非洲西部海岸的利比里亚时。之后几分钟，钩和闩锁的锁定将约翰内斯·开普勒号固定到国际空间站。约翰内斯·开普勒号的对接使得空间站管理人员可以继续准备发现号航天飞机的STS-133任务。

## 空间站再次推进

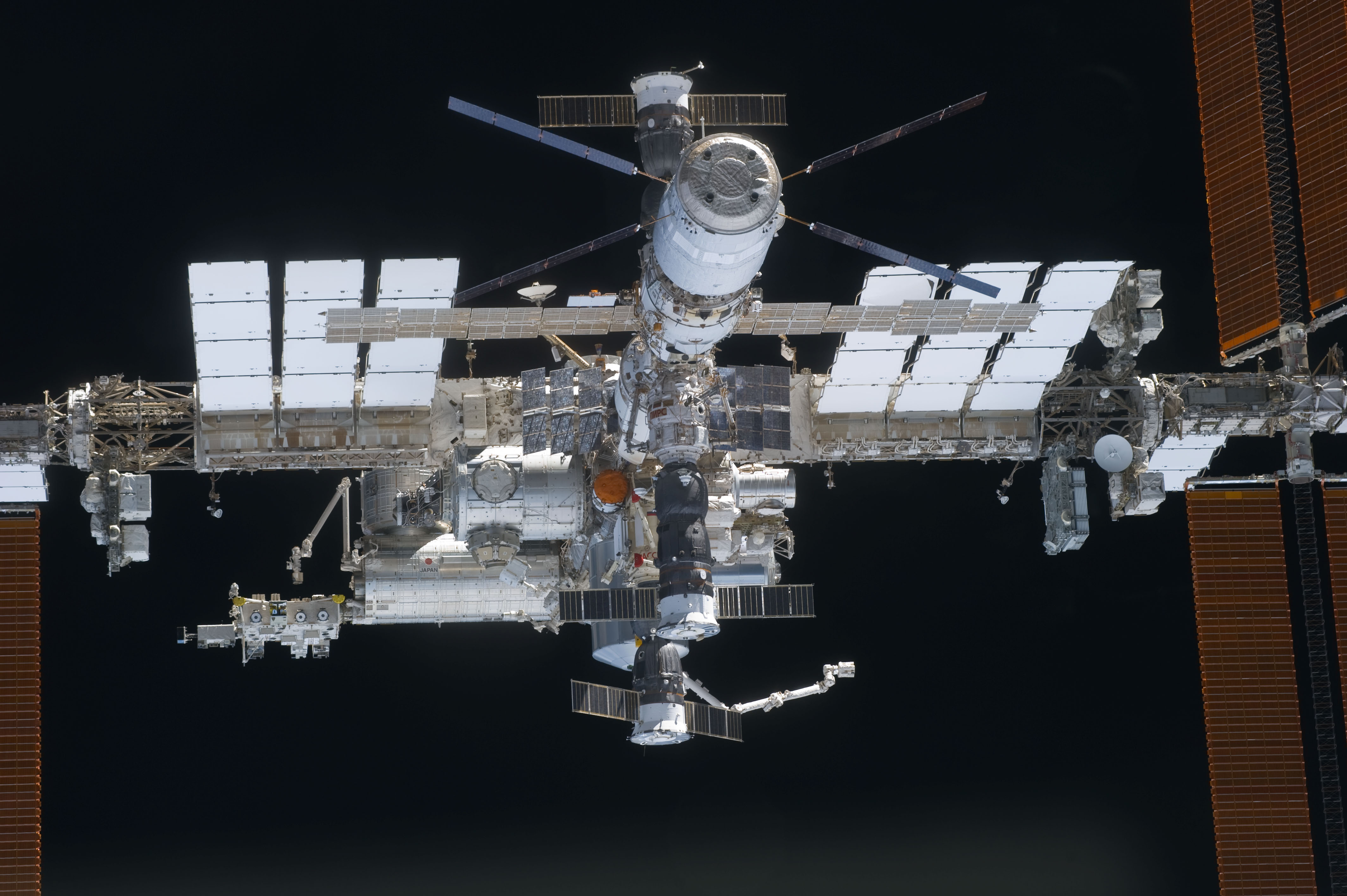
约翰内斯·开普勒号近照，由准备离开的发现者号航天飞机乘员拍摄

2011年3月18日，约翰内斯·开普勒号的轨道控制系统推进器被用来调整空间站的轨道。引擎在协调世界时06:00:00启动，在06:14:42关闭。这个行动使得空间站的海拔高度上升3.9公里。

## 飞行任务结束
2011年6月20日，约翰内斯·开普勒号从国际空间站脱离。

## 自动运载飞船任务
| 目标    | 名字                | 发射日            | 结果              | 返回          |
| ------- | ------------------- | ----------------- | ----------------- | ------------- |
| ATV-001 | 儒勒·凡尔纳号       | 2008年3月9日      | 2008年4月3日对接  | 2008年9月29日 |
| ATV-002 | 约翰内斯·开普勒号   | 2011年2月16日     | 2011年2月24日对接 | 2011年6月21日 |
| ATV-003 | 爱德华多·阿玛尔迪号 | 2012年3月22至23日 | 2012年3月28日     | 2012年10月4日 |
| ATV-004 | 阿尔伯特·爱因斯坦号 | 2013年6月5日      | 2013年6月15日     | 2013年11月2日 |
| ATV-005 | 乔治·勒梅特号       | 2014年7月29日     | 2014年8月12日     | 2015年2月15日 |

来源：

## 请参阅
- H-II运载飞船
- 进步号太空船
- 国际太空站无人发射任务列表

## 引用
1. ↑  . ESA. 19 February 2009  [16 July 2010]. （原始内容存档于2012-03-30）.
2. ↑  Stephen Clark. . Spaceflight Now. February 17, 2011  [March 20, 2011]. （原始内容存档于2021-03-08）.
3. ↑  .   [2011-06-21]. （原始内容存档于2006-05-13）.
4. ↑  Chris Gebhardt. . NASAspaceflight.com. 2011-02-15  [2011-03-20]. （原始内容存档于2021-02-24）.
5. ↑  . ESA. 3 February 2011  [3 February 2011]. （原始内容存档于2012-10-21）.
6. ↑  .   [2011-06-21]. （原始内容存档于2018-01-29）.
7. ↑  . Space Travel.com. 29 March 2011  [29 March 2011]. （原始内容存档于2016-08-17）.
8. ↑  . 美国国家航空航天局. 2011-06-20  [2011-06-21]. （原始内容存档于2012-08-12）.
9. ↑  .   [2011-06-21]. （原始内容存档于2021-01-25）.
10. ↑  Stephen Clark. . Spaceflight Now. February 24, 2011  [March 20, 2011]. （原始内容存档于2019-11-14）.
11. ↑  Roscosmos PAO. . roscosmos.ru. 2011-03-18  [2011-03-20]. （原始内容存档于2012-03-15）.
12. ↑  Moskowitz, Clara. .   [20 June 2011]. （原始内容存档于2020-09-19）.
13. ↑  . Space.com. 9 March 2008  [2011-06-21]. （原始内容存档于2012-04-11）.
14. ↑   (PDF). NASA. 25 January 2008  [2011-06-21]. （原始内容存档 (PDF)于2012-04-11）.
15. ↑  . 17 March 2010  [2010-03-17]. （原始内容存档于2012-10-20）.
16. ↑  . 17 September 2010  [2010-09-18]. （原始内容存档于2010-09-23）.
17. ↑  . 1 October 2010  [2010-10-02]. （原始内容存档于2010-10-05）.
18. ↑  . 26 May 2011  [2011-05-26]. （原始内容存档于2012-10-21）.